# Collin Walcott
Collin Walcott (født 24. april 1945 i New York, USA, død 8. november 1984 i Magdeburg, Tyskland) var en amerikansk percussionist, tablas- og sitarspiller.
Walcott studerede hos Ravi Shankar og Vasant Rai. Han var med i saxofonisten Paul Winters Winter Consort. Her mødte han Ralph Towner, Glen Moore og Paul Mccandless, med hvem han i 1970 dannede world-fusionsorkestret Oregon.
Han var med til at skabe orkestrets stil og var en stor inspirationskilde for de andre tre medlemmer. Han har også spillet med Jack DeJohnette, Don Cherry, Naná Vasconcelos og Miles Davis. Walcott spillede i Oregon til sin død ved et trafikuheld på en turne i Tyskland i 1984.

## Udvalgt diskografi i eget navn
- Cloud Dance - (1976)
- Grazing Dreams - (1977)